# NGC 1210
NGC 1210 è una vasta galassia lenticolare situata nella costellazione della Fornace, a una distanza di circa 179 milioni di anni luce dalla nostra Via Lattea.

## Scoperta
La galassia è stata scoperta il 13 novembre 1885 dall'astronomo statunitense Ormond Stone.